# SYT13
SYT13‏ (Synaptotagmin 13) هوَ بروتين يُشَفر بواسطة جين SYT13 في الإنسان.